# タッチタイピング

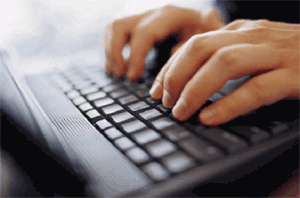
ノートパソコンでのタッチタイピング

タッチタイピング（英: Touch typing）とは、パソコンやタイプライターなどのキーボード入力を行う際に、キーボードのキーを見ないで、指先の感覚だけを頼りにしてキーを正確に打つタイピング技法。ブラインドタッチ、タッチメソッドとも呼ばれる。ピアノの鍵盤を見ないで弾く場合に「ブラインドタッチ」の呼称が使われることもある。

## 歴史
記録に残る初めてのタッチタイピングは1888年7月25日にアメリカ人のフランク エドワード マクガリンが行った。オハイオ州シンシナティで行われたタイピングコンテストで彼はタッチタイピングを用いて優勝したことが当時の多くの新聞で報道され、タッチタイピングの普及のきっかけとなった。

### 呼称の変遷
日本ではタイプライターの打鍵法教育用に「触鍵法」という漢字熟語が使われていた。見ながら打つ方法は「視鍵法」と呼ばれる。なお、触鍵法や視鍵法は音楽においてピアノなどの鍵盤の打鍵方法についても用いられる。
1913年（大正2年）発行の秋元正四著『タイプライタ教科書 : タツチメソード』（模範タイピスト養成所）は、タイプライティングの理想的練習法としてキーボードを見ずに謄写する「タッチ、メソード」（Touch method）の教科書となっている。
1923年（大正12年）発行の加茂正一著『タイプライターの知識と練習』ではTouch System、Sight Systemという用語が使われ、Touch Systemは「タッチ運指法」と訳されている。1940年（昭和15年）発行の『英文タイピスト要論. 第1巻』（大阪タイピスト女学校）でも同様にTouch Systemに「タッチ運指法」の訳語が使われている。
1927年（昭和2年）発行の『欧文タイプライチング : 附・欧文クラインシユミツト鍵盤鑽孔術』（逓信省電務局）では「タッチシステム」「サイトシステム」という用語が使われている。
冨樫雅文は1989年の論文で「触指打鍵」（しょくしだけん）という訳語を用いている。対義語には「目視打鍵」がある。
1990年代半ばまでは和製英語のブラインドタッチ (blind touch) という表記がよく使われていたが、以降は「タッチタイピング」が主流となった。
「ブラインドタッチ」という言葉に関しては、一部でブラインド（＝盲目）という表現が差別的ではないかとの指摘がされている。

## 特徴

### 利点
- キーボードを見ながら打つのに比べて入力速度があがる。（テンキーを使うと手の移動で指位置が不安定になるためテンキーは基本的に使わない）
- 視点はタイプ結果に向いている（指先は見ない）ので、タイピングのミスにより早く気付く。
- 視点を移動する必要がないため、視点移動による眼精疲労や肩こりを抑えられる[13]。

### 欠点
- 習得までには多少の努力と時間を必要とし、一旦サイトメソッド（キーを見ながらタイピングする）に慣れてしまった人は、タッチタイピングを習得するまでの間、一時的にかえって入力が遅くなってしまうことが多い。
- 普段慣れているものと異なるキー間隔の機械を打つ場合、打ち間違いが発生しやすくなる。

## 習得段階
アルファベット配列で習得するタッチタイピング初心者は、コンピュータの操作のため、目でキーボードトップの印字を見る傾向がある。これは、タッチタイピング習得にとって一番の障害である。目で見る癖がつくと、タッチタイピングの習得は困難になる。
そのため、初心者はタッチタイピングを習得するまで、コンピュータの操作を行ってはいけないわけではないが、ミスに留意すべきである。運指習得に要する期間は、おおむね1週間である。
ローマ字かな変換の場合、使用するキーがアルファベットの26文字なので、かな入力に比べてキートップの文字を目視で追いやすく、覚えるべきキー数が少ない。一方かな入力の場合、覚えるべきキー数は多くなるが、打鍵数は少なくなる。例えば「かな」を入力する場合、かな入力だと「か」「な」の2打鍵で済むが、ローマ字入力だと「k」「a」「n」「a」の4打鍵が必要である。ただし、濁音や記号等も含めた一般的な文章を入力する際に、単純に倍の打鍵数が必要になるわけではない。
タッチタイピングの習得は大きく二つの段階に分けられる。
1. 初期 - 運指（キーを押す時の指の形と動かし方）、キー配列の記憶（あくまでも指が覚えるものであり、目視による記憶は無意味）
2. 後期 - 打鍵の無意識化

打鍵の無意識化とは、入力すべき文字キーの位置や打鍵すべき指を意識することなく、指が動くようになることである。また、「です」「ます」などのよく使われる語彙は一連の流れとして記憶されるようになる。
ローマ字入力では、打鍵の無意識化に加えて文字「た」を T と A に分解することも一連の流れとして行うことができるようになる。

## 具体的技術

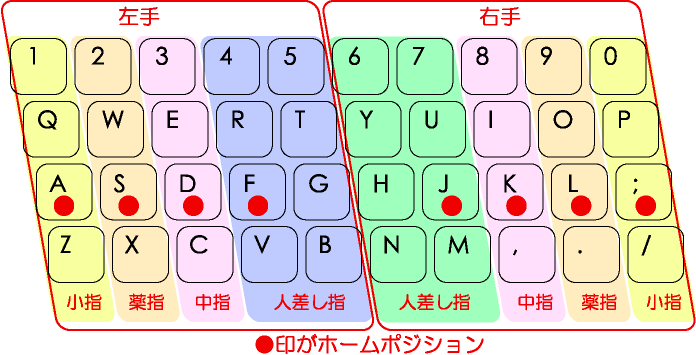
各指の受け持ち範囲の例。スペースバーは親指、左右の外側のキーは小指が担当する

以降は QWERTY配列の PC用キーボード、かな文字に関しては JISキーボードでのタッチタイピングについて述べる。
タッチタイピングの習得初期は、更に二つの段階に分けられる。すなわちホームポジションの理解と、指の分担の理解である。

### ホームポジション
タッチタイピングでは両手の指10本のうち、両親指を除いた8本の指を主に使用し、親指はスペースバー（および日本語キーボードでは変換／無変換キーなど周辺のキー）を押すときに使用する。
まず最初に、英字入力やローマ字入力の場合には自分の左手人差指をキー「F」に、右手人差指をキー「J」に置く。そして左手の中指、薬指、小指を「D」、「S」、「A」の位置、右手の中指、薬指、小指を「K」、「L」、「;」へとそれぞれ置く。かな入力の場合には、左手の小指から人差指の順に「ち」、「と」、「し」、「は」、右手の人差指から小指の順に「ま」、「の」、「り」、「れ」に置く。
文面では難しく感じるが、人差指の「F」と「J」の位置（かな入力では「は」と「ま」の位置）だけ注意して指を置き、あとは自然に指を下ろせばこの位置にはまるようになっている。この指のポジションをホームポジションと呼ぶ。大抵のキーボードでは、左右の人差し指あるいは中指にあたる二つのキーに、ホームポジションを指先に知らせる小さな突起や窪みが付いている。この窪みを頼りにすればキーボードを見ずにホームポジションの確認や復帰ができる。
このホームポジションを用いない我流と呼べるものもある。この場合、入力者がそれぞれのキーの位置、間隔を完全に把握しており、数本の指で全てのキーを操作するというものである。ホームポジションなどの勉強をせずにタイピングに慣れてしまった場合この方法になることが多い。
英字でもかなでも右手小指の受け持つキーが他の指に比べて多い。これは、キーボードの右端にキーが追加されてきた歴史による。
打鍵姿勢は、キーボードを机のやや手前に置き、ホームポジションに自然に指を置ける位置で手首の付け根を浮かす。なお、机とキーボードの段差により、書類作成時より差尺が大きくなる。その分、椅子の位置を上げて調整する。
打鍵する以外の指は常にホームポジションに置き、打鍵が終わった指はホームポジションに戻す。タッチタイピングではホームポジションを常に把握するため、両手ともいずれかの指はホームポジションに残しておく。
タッチタイピングの習得にかかる期間は個人差や練習方法の違いによる差が大きい。タイピングのゲームなどは運指の練習(1本の指の動きによる運動)は行わず、キーボードのキーの位置を覚えるだけなので、習得にかかる時間が長くなる。
タッチタイピングはキーの位置を目で追うことができないため、目で見て覚えることは無意味である。キーの位置は指の形から覚えることになる。
学校学習などでは運指及び指によるキーの位置把握に1週間（7日間）、かな英数字記号まじり文が普通に打てる（10分間600文字）まで1か月程度の計画で行う。

## タイプライターの場合
なお、段差の高いタイプライターのキーボードにおいては、指をホームポジションへ置き、指先以外の部分はキーボードにも机にも触れないようにする（つまり、肩の力で腕を持ち上げて宙に浮かすようにする）打鍵姿勢が主流である。
この打鍵姿勢では、キーを打つ指以外をできるだけホームポジションから動かさないようにする。キーを打つ指以外は一切動かさないのが理想だが、それが無理ならば、人差し指か小指のどちらかをホームポジションに残すようにする。すなわち、人差し指か中指でキーを打つときは小指を、薬指か小指でキーを打つときは人差し指をホームポジションへ残すようにする。

## 練習用ソフト
タッチタイピング練習用ソフトは有料、無料を問わず数多く開発されている。Webサイトやオンラインでダウンロードできるものも多い。
特にローマ字入力練習用は簡単に開発ができるため、数多く作られている。

## 資格
- 公的資格
  - ビジネスキーボード認定試験（日本商工会議所）
  - キータッチ2000テスト（日本商工会議所）
- 民間資格
  - パソコンスピード認定試験（日本情報処理検定協会）
  - 日本語ワープロ検定（日本情報処理検定協会）
  - 全商ワープロ実務検定（全国商業高等学校協会）
  - パソコン入力スピード認定試験（全国商業高等学校協会）
  - 毎日パソコン入力コンクール（毎日新聞社/日本パソコン能力検定委員会）

また、パソコン検定では準2級、3級、4級にタイピングの実技試験が設定されている。
パソコン入力スピード認定試験の段位認定者は、全商ワープロ実務検定の1級の種目、実技(速度)を免除される。
第一級総合無線通信士、第一級・第二級・第三級海上無線通信士の無線従事者国家試験および第三級海上無線通信士の養成課程修了試験には、電気通信術の中に直接印刷電信（テレタイプの手送り送信）の実技試験がある。